# Ed Doherty
Pour les articles homonymes, voir Doherty (homonymie).
Edward « Ed » Joseph Doherty, né le 22 mai 1949 à Moncton, au Nouveau-Brunswick, est un médecin et un homme politique canadien, anciennement député libéral de Saint-Jean-Havre à l'Assemblée législative du Nouveau-Brunswick et ministre.

## Origines
Ed Doherty est le fils et l'aîné des cinq enfants de Joseph Doherty et de Marion McMackin. Ed a passé son enfance à Bridgedale, désormais un quartier de Riverview, une banlieue de Moncton. Sa sœur Jo-Ann Thorburn réside à Calgary, Karen LeBlanc à Fredericton, Margaret Ann Lamb à Halifax et Elaine Frances à Riverview.

## Éducation et carrière médicale
Ed Doherty reçoit son diplôme de l'école secondaire de Moncton en 1967. Il achève sa propédeutique médicale à l'Université Saint-Francis-Xavier d'Antigonish en 1970. Il reçoit son diplôme de médecine de l'Université Dalhousie d'Halifax en 1974. Il fait son internat à l'Hôpital général juif de Montréal. Il est ensuite médecin de famille à Antigonish de 1975 à 1980. Il poursuit ses études la même année et se spécialise en ophtalmologie à l'Université Dalhousie. Il est ophtalmologue-conseil à Saint-Jean de 1984 à sa retraite en 2006. Il est aussi chargé de cours du département d'ophtalmologie de l'Université Dalhousie durant la même période ainsi que ophtalmologue invité au Princess Margaret Hospital, en Dominique. Il est oculiste-conseil pour les Flames de Saint-Jean de 1994 à 2003. Il est aussi ophtalmologue bénévole depuis plusieurs années en Dominique, au nom de Rotary International.
Ed Doherty publie plusieurs études dans la revue de la Société canadienne d’ophtalmologie et dans Investigative Ophthalmology & Visual Science. Il a travaillé avec une équipe de chercheurs de l'hôpital pour enfants de Boston et de l'Université Harvard à l'étude d’une famille néo-brunswickoise souffrant d'une rare maladie des yeux, connue sous le nom de fibrose congénitale des muscles oculo-moteurs extrinsèques type 1; l'équipe a réussi à identifier le gène responsable de la maladie.
Il a siégé au Conseil des gouverneurs de l'Université du Nouveau-Brunswick, au conseil d'administration du Musée du Nouveau-Brunswick et au conseil d'administration de l'hôpital St. Joseph’s. Il a été membre de la Saint John Business Community Anti-Poverty Initiative, de la Saint Patrick’s Society, de la Fondation Asie-Pacifique du Canada et du Musée du Nouveau-Brunswick. Il est membre fondateur d’un foyer de groupe L'Arche pour les personnes ayant une déficience mentale. Il est aussi le défenseur d'une garderie dans une école de Saint-Jean, permettant aux parents célibataires de fréquenter l'école pendant que leurs enfants sont à la garderie.
Il aime pratiquer le ski, la natation, la voile, le cyclisme à main, le kayak, la plongée en scaphandre autonome, le golf et la pêche au saumon. Il a participé plusieurs fois aux marathons de New York, de Dublin et de Saint-Jean. Il a participé en tant que nageur au World Masters Swimming Championships, à Montréal. Il collectionne les timbres et les antiquités du Canada en plus de s'intéresser à la généalogie.

## Carrière politique
Ed Doherty est membre de l'Association libérale du Nouveau-Brunswick. Il est élu à la 55e législature pour représenter la circonscription de Saint-Jean-Havre à l'Assemblée législative du Nouveau-Brunswick le 14 novembre 2005, lors d'une élection partielle. Il est réélu à la 56e législature le 18 septembre 2006, lors de la 56e élection générale. Il est assermenté au Conseil exécutif et nommé ministre de l'Éducation post-secondaire, de la Formation et du Travail ainsi que ministre responsable du Secrétariat des Affaires autochtones, dans le gouvernement de Shawn Graham. Il devient ministre de l'Approvisionnement et des Services le 12 novembre 2008.
Il est candidat à sa succession lors de la 57e élection générale, qui se tient le 27 septembre 2010, mais n'est pas réélu.

## Famille
Son épouse, Mary Reid, est originaire de Newcastle, désormais un quartier de Miramichi. Le couple a trois enfants: Teresa, Robert Hynes et Catherine.

## Distinctions
- Red Triangle Award (1999), YM-YWCA de Saint-Jean, 1999;
- Paul Harris Fellow, Rotary International, 1999;
- Médaille du Jubilé de la Reine, 2003;
- Temple d'honneur de l'Université Saint-Francis-Xavier, 2004.